# Transgressive Records
Transgressive Records  es una compañía discográfica independiente británica formada en el 2004 por Tim Dellow y Toby L, Ambos fundadores se conocieron en un concierto de Bloc Party.
En la discográfica se encuentran la mayoría de artistas de la corriente del post-punk revival, al igual abordando artistas de culto.

## Algunos artistas de la discográfica
- Bloc Party
- Arlo Parks
- Foals
- Johnny Flynn (Sudáfrica)
- Mystery Jets
- Neon Indian
- The Antlers
- The Pipettes
- Two Door Cinema Club
- Young Knives